# Thabina simplex
Thabina simplex är en skalbaggsart som beskrevs av Louis Albert Péringuey 1902. Thabina simplex ingår i släktet Thabina och familjen Melolonthidae. Inga underarter finns listade i Catalogue of Life.